# Stakendorf
Stakendorf est une commune allemande de l'arrondissement de Plön, dans le Land de Schleswig-Holstein.

## Géographie
Stakendorf se situe sur la mer Baltique, à environ 3 km à l'est de Schönberg (Holstein) dont elle partage la plage. La Bundesstraße la plus proche et la Bundesstraße 502 qui commence à Schönberg et aboutit à 25 km à Kiel en jonction avec la Bundesautobahn 215.

## Histoire
La première mention écrite de Stakendorf date de 1286.
Peter Plett vécut ici de 1808 à 1823 en tant qu'instituteur du village. En 1791, il découvrit à Altenkrempe la vaccination contre la vaccine, avant que le médecin anglais Edward Jenner fît de même en 1796 et devienne célèbre.